# Cayeux-i Anseau, a Konstantinápolyi Latin Császárság régense
Cayeux-i Anseau (1195/1205 – 1273. május 13./1276. március), más néven: V. Anseau, franciául: Anseau de Cayeux, görögül: Ασέλ Δεκαέ, latinul: Anselmus de Cadoco, a Konstantinápolyi Latin Császárság régense, Tzurulosz kormányzója Kis-Ázsiában. A francia eredetű Cayeux család tagja. Cayeux-i Anseau albániai helytartó apja, I. (Laszkarisz) Teodor nikaiai császár veje, valamint IV. Béla magyar király és Laszkarisz Mária magyar királyné sógora.

## Élete
Szülei neve nem ismert, de észak-franciaországi nemesi családból származik, akik Cayeux urai voltak.
V. Anseau rokonai között volt egy Cayeux-i (IV.) Anseau (1165–1221 után), aki I. Richárd angol király kíséretében részt vett a harmadik keresztes hadjáratban (1189–1192), amikor a keresztesek Jeruzsálem visszafoglalására szövetkeztek. A pontos rokonsági fok azonban IV. Anseau és V. Anseau között nem ismert, és IV. Anseau 1221 után eltűnt a krónikákból.
(V.) Anseau viszont csak 1230-tól szerepel a feljegyzésekben, amikor a karrierjét azzal alapozta meg, hogy 1230 körül feleségül vette Laszkarina Eudokia (1210/12–1247/1253) nikaiai (bizánci) császári hercegnőt, aki I. Theodórosz nikaiai császárnak a lánya, valamint Laszkarina Irén nikaiai császárnénak, III. Ióannész nikaiai császár első feleségének és Laszkarisz Mária magyar királynénak, IV. Béla magyar király feleségének volt a húga. Laszkarina Eudokia 1222-től 1226-ig I. Róbert konstantinápolyi latin császárnak volt a kijelölt menyasszonya, aki Courtenay Mária (1204 körül–1228) nikaiai császárnénak, Eudokia mostohaanyjának volt a bátyja. 1226-tól 1229-ig pedig Zsófia néven II. Frigyes osztrák herceggel járt jegyben Eudokia.
Anseau és Eudokia házasságából egy lány, Eudokia (Mária) (–1275 előtt) született, akinek a férje Dreux de Beaumont (–1276/77), Sainte-Geneviève ura, a Szicíliai Királyság marsallja volt.
V. Anseau az Eudokiával kötött házasságának köszönhetően tölthette be a Konstantinápolyi Latin Császárság régensi címét 1237 és 1238 között Brienne-i János társcsászár halála után I. Róbert konstantinápolyi latin császár öccsének, II. Baldvinnak a távolléte idején.
A második felesége  Angelina Mária bizánci császári hercegnő (–1285 után), Angelosz János bizánci császári herceg (–1254 előtt) lányaként II. Iszaakiosz bizánci császár és Árpád-házi Margit bizánci császárné unokája volt, aki két fiút szült.

## Gyermekei
- 1. feleségétől, Laszkarina Eudokia (1210/12–1247/1253) nikaiai (bizánci) császári hercegnőtől, 1 leány:
  - Eudokia (Mária) (–1275 előtt), férje Dreux de Beaumont (–1276/77), Sainte-Geneviève ura, a Szicíliai Királyság marsallja, 5 gyermek
- 2. feleségétől,  Angelina Mária (–1285 után) bizánci császári hercegnőtől, Angelosz János bizánci császári herceg (–1254 előtt) lányaként II. Iszaakiosz bizánci császár és Árpád-házi Margit bizánci császárné unokájától,[2] 2 fiú:
  - Anseau (–1288 után), VI. Anseau, Dominois ura, felesége Mária (–1283 után)
  - Vilmos (–1302), Sénarpont et Dominois-en-Caïeu ura, felesége Marguerite de Longueval, utódok